# Litewskie siły pancerne
Zasugerowano, aby zintegrować ten artykuł z artykułem Litewskie wojska pancerne 1918-1940 (dyskusja). Nie opisano powodu propozycji integracji.
Litewskie siły pancerne – litewskie oddziały wojskowe, uformowane w latach 1924–1940 i rozmieszczone w Radziwiliszkach, Kownie i Taurogach.

## Historia
Drużynę pancerną sformowano 1 stycznia 1924 roku. Dotąd samochody pancerne, czołgi i pociągi pancerne były niezależne od pozostałych. Drużynę sformował pierwszy dowódca, mianowano nim płk. J. Kraucevičiusa. Po nim drużyną pancerną dowodził od 14 grudnia 1925 roku płk A. Kerbelis, a od 9 maja 1927 roku kpt. S. Asevičius. Od 1 lutego 1934 do 25 sierpnia drużyną dowodził płk A. Šova, po nim do 8 sierpnia 1935 roku płk Z. Talevičius, 1 lutego 1939 roku zmienił go płk P. Grebliauskas (wcześniej płk S. Sidabaras).
Z dniem 1 sierpnia 1935 roku zniesiono kompanię pociągów pancernych, drużyna posiadła sztab, 3 czołgi, samochody pancerne i pluton szkolny.

## Treści historyczne
Poniżej zamieszczam wiadomości Eimučio Ramoškosa:
Wojna skończyła się 16 lutego 1918 roku i ogłoszono niezawisłość młodej litewskiej republiki, choć jeszcze trwały walki na Wileńszczyźnie zajmowanej przez Polaków oraz włóczące się hordy bolszewików na tyłach. W maju 1919 roku dostaliśmy pierwszą, prawdziwie bojową maszynę - samochód pancerny IŻORSKIJ FIAT, sprawny zaczątek bojowego parku technicznego. Nazwano go „Błyskawica”. Uzbrojony w dwa km-y nie przypominał czołgu, jednakże to był początek i jeszcze w tych latach dzięki pomysłowości sprzymierzonych sojuszników ENTENTY Litwa dostała 5 trofiejnych niemieckich EHRHARDT DAIMLER BEHELTSWAGEN - samochodów uzbrojonych w cztery 7,92 Maxim km-y. Te maszyny miały swoje nazwy „Orzeł”, „Perkun”, „Piekło”, „Szybki” i „Ochotnik”.

## Uzbrojenie

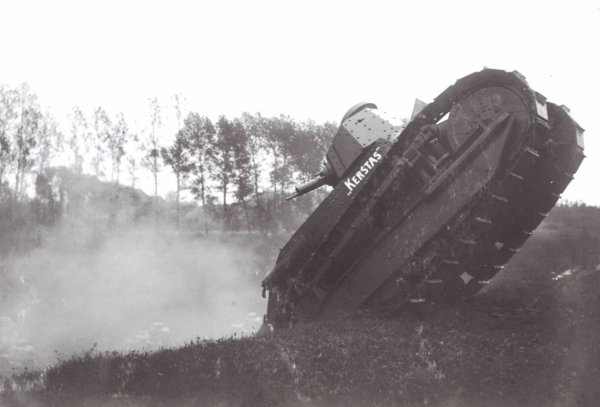
Czołg „Kerštas” na manewrach w 1924

Pierwszy raz były użyte w 1920 roku w zderzeniu z Polakami w Wilnie i okolicach. Po trzech latach pomoc się ustabilizowała - Litewski Rząd otrzymał 12 nowych francuskich czołgów RENAULT FT 17 (7-tonowych), inne źródła mówią o 14. Te maszyny były wybrane nieprzypadkowo na czoło I-wszo wojennej techniki.
Litwa nie chcąc pozostać w tyle za innymi bałtyjskimi państwami - Łotwą i Estonią, które w 1919 roku miały odpowiednio 2 i 4 angielskie czołgi Mark V a w 1920 roku Estonia kupiła jeszcze 12 FT 17, tych maszyn sterowanych 2-osobową załogą. RENAULT posiadał 26kW/35 AG karburator, silnik rozwijający prędkość 10 km/h. Prócz tego FT 17 był pierwszym czołgiem  zaopatrzonym w radio (wyposażenie dodatkowe), w wieżyczce Francuzi zakładają 8 mm Hotchkiss km lub 37 mm „Puteaux” działko.
Znamy nazwy litewskich RENAULT: „Audra”, „Drąsutis”, „Galiūnas”, „Giltinė”, „Griaustinis”, „Karžygis”, „Kerštas”, „Kovas”, „Pagieža”, „Pykuolis”, „Slibinas” oraz „Smūgis”.
Litwa poskładała dokładnie w 1933 roku pancerny park maszyn, który był uzupełniony 16 angielskimi VICKERS - ARMSTRONG „Model 1933” a po trzech latach jeszcze 16 „Model 1936”. Inne źródła mówią o 36 maszynach z Wielkiej Brytanii. Kilka z nich posiadało radio. Oprócz tego oddziały w 1939 roku miały 6 szwedzkich pancernych samochodów „Landsverk”.

## Dowódcy oddziału
- 1 stycznia 1924 – pułkownik Jonas Kraucevičius
- 14 grudnia 1925 – pułkownik Andrius Kerbelis
- 9 maja 1927 – kapitan Vincas Asevičius
- 1 lutego 1934 – pułkownik Antanas Šova
- 25 sierpnia 1934 – pułkownik Zigmas Talevičius
- 8 sierpnia 1935 – pułkownik Antanas Sidabras
- 1 lutego 1939 – pułkownik Pranas Grebliauskas